# Strada statale 272 di San Giovanni Rotondo
La strada statale 272 di San Giovanni Rotondo (SS 272) è una strada statale italiana che collega San Severo con Monte Sant'Angelo, passando per San Marco in Lamis e San Giovanni Rotondo.

## Percorso
La strada ha inizio nel centro abitato di San Severo, dove si innesta sulla ex strada statale 16 ter Adriatica, uscendo dal paese in direzione est. Il tracciato supera la linea ferroviaria Adriatica e l'A14 Bologna-Taranto a cui si può accedere mediante il casello di San Severo.
L'itinerario procede sempre in direzione est per tutta la sua lunghezza, passando in tratti saltuari per il parco nazionale del Gargano ed attraversando San Marco in Lamis e San Giovanni Rotondo (dove si innesta la ex strada statale 273 Candelarese).
Il tracciato procede oltre fino a Monte Sant'Angelo che viene raggiunta mediante una serie di tornanti che permettono di colmare il divario altimetrico con la località posta a circa 800 metri. All'interno del centro abitato la strada si innesta con la strada statale 89 dir/B Garganica (SS 89 dir/B).